# Inga pilosula
Inga pilosula là một loài thực vật có hoa trong họ Đậu. Loài này được (Rich.) J.F.Macbr. miêu tả khoa học đầu tiên.